# (21679) Bettypalermiti
(21679) Bettypalermiti (1999 RD28) – planetoida z grupy pasa głównego asteroid okrążająca Słońce w ciągu 3,31 lat w średniej odległości 2,22 j.a. Odkryta 8 września 1999 roku.